# Ругодево
Ругодево — деревня в Новоржевском районе Псковской области России. Входит в состав  Выборской волости.
Расположена в 20 км к северу от города Новоржев.

## Население
| 2001 | 2002 | 2010 |
| ---- | ---- | ---- |
| 95   | ↘67  | ↘40  |

## История
С 1995 до 2015 года деревня входила в состав ныне упразднённой Стехновской волости.

## Известные уроженцы
В деревне родился музыкант, балалаечник-виртуоз Борис Трояновский (1883—1951).

## Интересные факты
В мае 1859 года семья Елены Петровны Блаватской переехала в село Ругодево Новоржевского уезда, где Блаватская прожила почти год. Пребывание Блаватской в Ругодево закончилось её сильной болезнью, оправившись же от болезни, весной 1860 года она вместе с сестрой отправилась на Кавказ в гости к деду и бабушке.